# Zapora Maigrauge

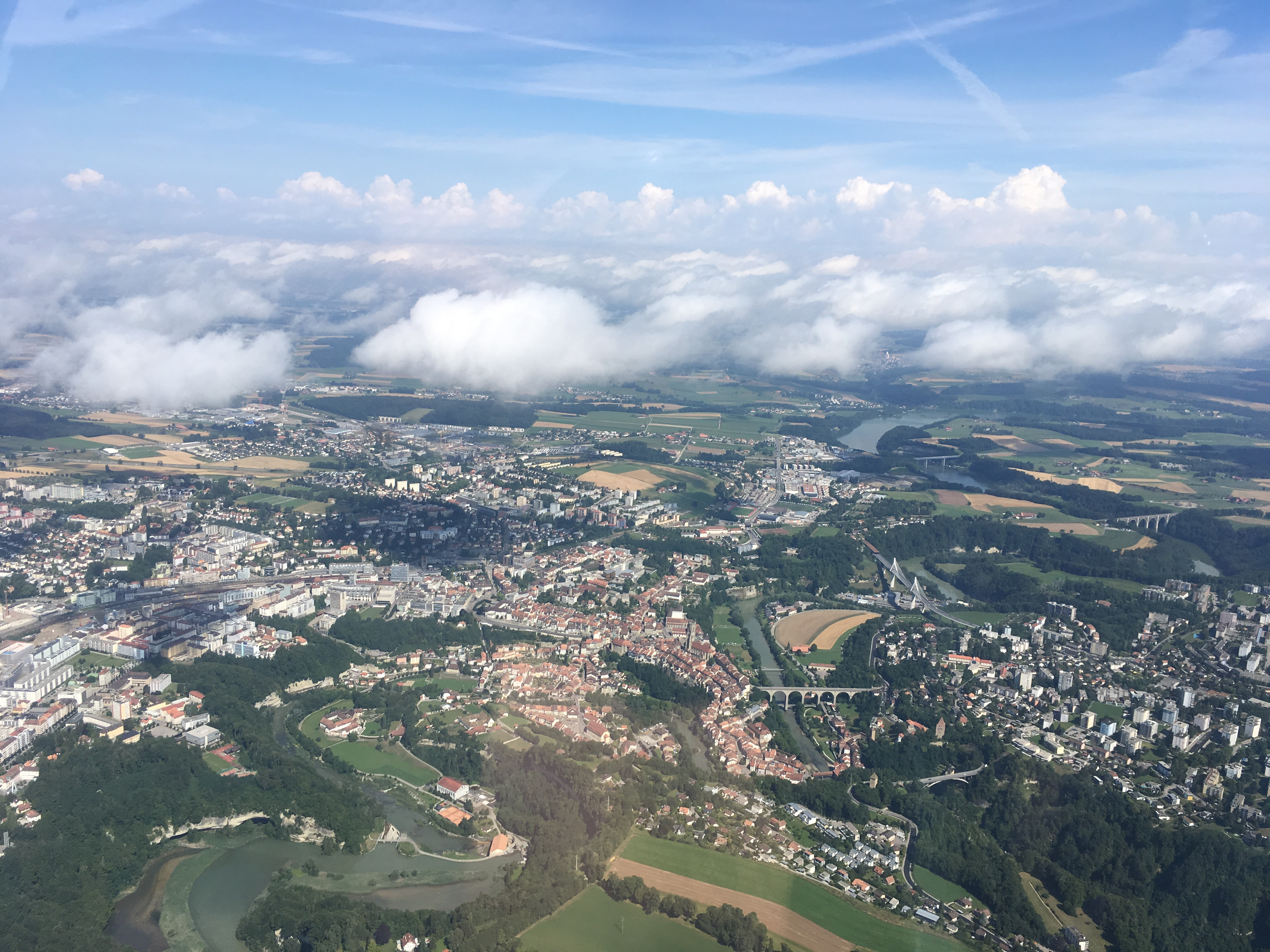
Fryburg z lotu ptaka. Zapora Maigrauge na dole po lewej

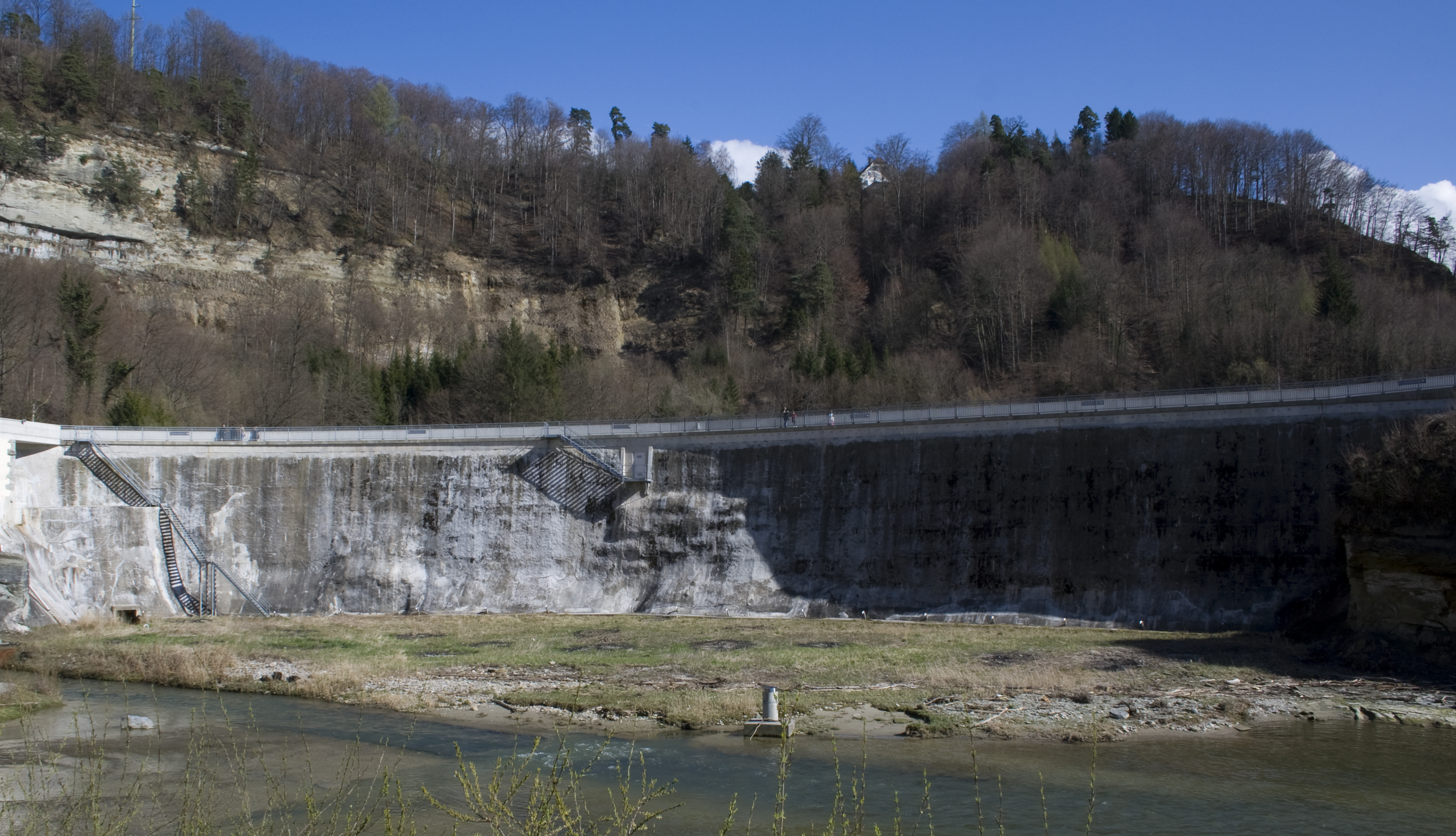
Zapora Maigrauge od strony dolnej wody

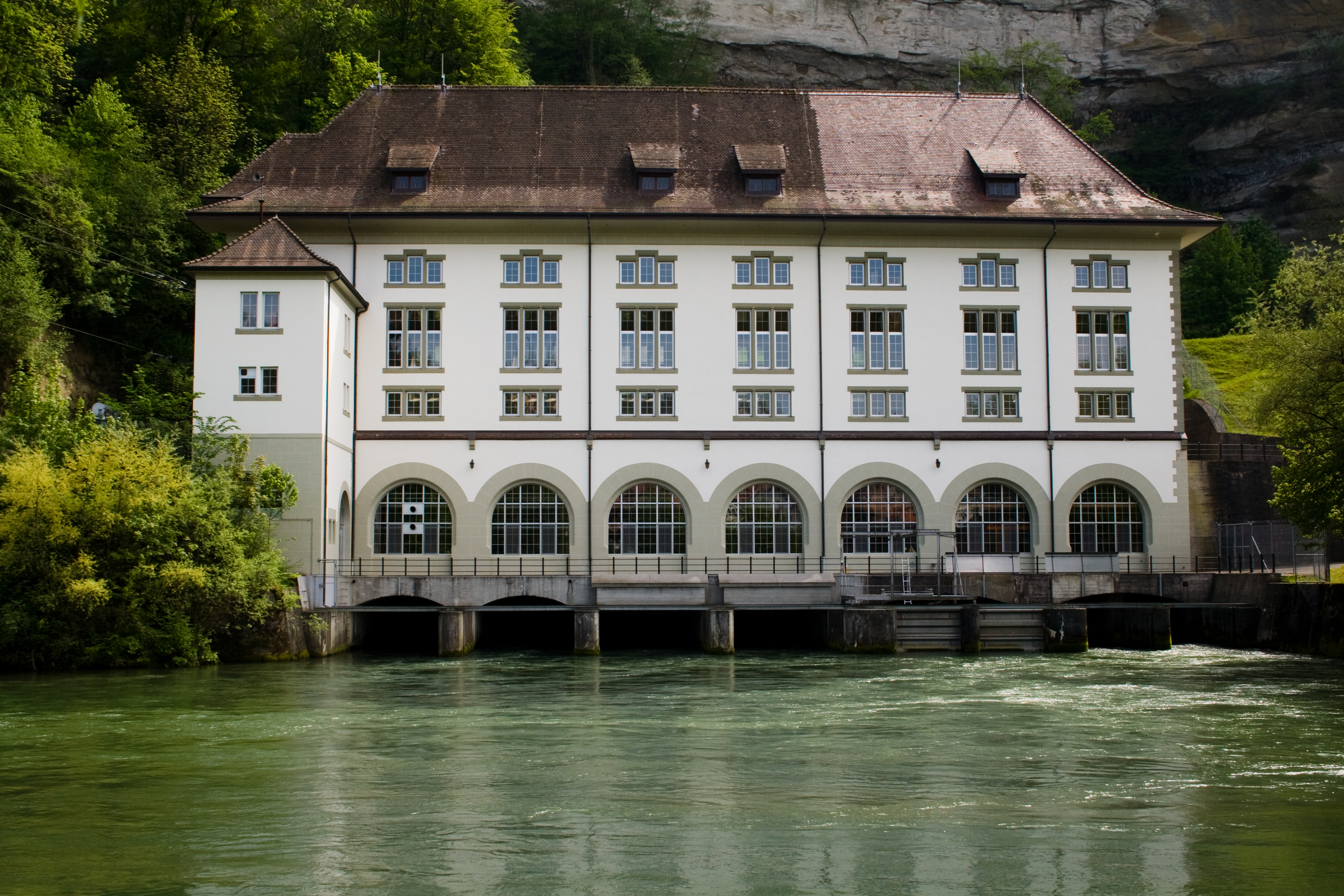
Budynek elektrowni Oelberg

Zapora Maigrauge (fr. Le barrage de la Maigrauge) – zapora wodna w Szwajcarii, w kantonie Fryburg. Przegradza rzekę Sarine, tworząc zbiornik zaporowy o nazwie Lac de Pérolles. Była pierwszą zaporą wzniesioną na rzece Sarine oraz pierwszą na świecie zaporą o konstrukcji betonowej. Właścicielem zapory i działającej przy niej elektrowni jest przedsiębiorstwo Groupe E SA.

## Położenie
Zapora znajduje się we Fryburgu, zaledwie 1 km na południowy wschód od średniowiecznego centrum miasta. Zbudowana została w specyficznym miejscu, w jednym z meandrów rzeki Sarine, płynącej tu w głębokiej dolinie ograniczonej stromymi zboczami. Wzniesiono ją pomiędzy podnóżem wzgórza Bourguillon (fr. colline de Bourguillon) na północnym wschodzie (na prawym brzegu rzeki) a skalistym przylądkiem, na którym leży dzielnica Pérolles na południowym zachodzie (na brzegu lewym). Drogą jezdną dostępna jest jedynie z prawego brzegu rzeki, od strony dawnego opactwa cystersów (fr. Abbaye de la Maigrauge). Z lewego brzegu sprowadza do niej jedynie wąska ścieżka przez las (Sentier Guillaume Ritter).

## Historia
Projekt zapory powstał w 1869 r. Jej budowa trwała w latach 1870-1872. Celem budowy było spiętrzenie wód rzeki Sarine dla zabezpieczenia w wodę miasta Fryburga oraz w celu produkcji energii elektrycznej. Autorem projektu był pochodzący z Alzacji inżynier Guillaume Ritter. W związku z zasypywaniem dna zbiornika osadami rzecznymi i znaczącym spadkiem wydajności pierwszej elektrowni Maigrauge (p. niżej) w 1908 r. decyzją Rady Kantonu zwiększono wysokość zapory o 2,75 m. Jednocześnie po północnej stronie półwyspu (ze wzgórzem Bourguillon), utworzonego przez meander Sarine, w 1909 r. wybudowano nową elektrownię Oelberg. W latach 2000–2004 przeprowadzono rozległe prace wzmacniające zaporę w celu zwiększenia jej wytrzymałości i odporności na nagłe spiętrzenia wód Sarine, trzęsienia ziemi itp.

## Charakterystyka techniczna
Zapora Maigrauge jest zaporą betonową typu ciężkiego. Ma kształt nieregularnego łuku, zakończonego (po prawej stronie patrząc od dolnej wody) odcinkiem prostym, w którym osadzono trzy upusty przelewowe. Na drugim końcu muru zapory znajduje się czwarty upust oraz budynek mieszczący pierwotnie pierwszą elektrownię wodną i system przepławek dla ryb z windą. Tam również znajduje się ujęcie wody dla aktualnie działającej elektrowni Oelberg. Aktualna wysokość zapory wynosi maksymalnie 21 m (16 m ponad dno koryta rzeki), długość jej korony 113,5 m, a objętość muru zapory 28 000 m³. Grubość muru zapory u podstawy wynosi 23 m, zaś szerokość korony zapory 4,25 m. Długość całej przegrody koryta rzeki wynosi 195 m. Wydajność czterech upustów segmentowych wynosi łącznie 890 m³/s.

## Znaczenie energetyczne
Pierwsza elektrownia Maigrauge, umieszczona w budynku przy samej zaporze, dysponowała tylko jedną turbiną o mocy 570 kW. Nowa elektrownia Oelberg, uruchomiona w 1909 r., została następnie przebudowana w roku 1943. Obecnie dysponuje ona dwoma turbinami Kaplana o mocy 5,1 MW (uruchomiona w 1943 r.) i 5,4 MW (uruchomiona w 1956 r.) oraz trzema turbinami Francisa o mocy 2,13 MW każda (uruchomione w 1980 r.). Łączna moc zainstalowana wynosi więc ok. 16,9 MW. Woda do turbin dostarczana jest ze zbiornika Pérolles dwoma sztolniami długości 272 m, wydrążonymi pod wzgórzem Bourguillon ze spadkiem 21,4 m. Przepustowość sztolni wynosi 99 m³/s. Roczna produkcja energii w obu elektrowniach wynosi średnio 52 GWh, co wystarcza na zasilenie ok. 10 400 gospodarstw domowych.